# Brník (Oleška)
Brník (německy Bernik) je vesnice v okrese Praha-východ, část obce Oleška. Nachází se asi 1,2 km na sever od Olešky a 6 km jihozápadně od Kouřimi. Je zde evidováno 79 adres.

## Geografie
Nedaleko od vesnice pramení na severozápadě Chotýšský potok a na jihovýchodě Nučický potok.

## Historie
Ves se poprvé připomíná v roce 1358, kdy byla součásti panství Kostelec nad Černými lesy a patřila Ješkovi z Náchoda. Zaniklou tvrz připomíná František Palacký 28. listopadu 1639 byla obec třicetileté války vypálena Švédy a pozdější sídlo posunuto o 1,5 km, kde je zmíněna v roce 1677. Původní i nová obec byly až do zrušení patrimoniální správy součástí černokosteleckého panství. Po roce 1848 byl Brník rozdělen na dvě administrativní části, jedna náležela k Olešce a druhá k Dobrému Poli, v roce 1919 byly obě části sjednoceny.
V letech 1850-68 obec patřila do okresu Černý Kostelec (Kostelec nad Černými lesy), 1868 - 1960 do okresu Český Brod, v letech 1960 - 2007 do okresu Kolín a po reorganizaci státní správy v roce 2007 do okresu Praha-východ.

## Současnost
Jihovýchodně od vsi společnost KERACLAY a.s. těží jíly, které se užívají jako keramické suroviny.

## Osobnosti
- Raimund Půda (1912 Brník - 2002 Henley, Anglie) - vojenský a civilní letec v Anglii,[5] pilot a instruktor 310. stíhací perutě RAF. Po únoru 1948 emigroval, do roku 1954 opět v RAF. V roce 1991 byl rehabilitován a povýšen do hodnosti plukovníka.